# Łysobyki (gmina)
Łysobyki (od 1973 Jeziorzany) – dawna gmina wiejska istniejąca do 1954 roku w woj. lubelskim. Siedzibą władz gminy były Łysobyki (obecna nazwa Jeziorzany).
Gmina powstała za Królestwa Polskiego w powiecie łukowskim w guberni siedleckiej 1 stycznia?/13 stycznia 1870 z obszaru pozbawionej praw miejskich Łysobyków oraz z części zniesionej gminy Charlejów:
- Blizocin, Ferdynandów, Krępa, Lendo Wielkie, Natalin, Niedźwiedź, Podlodówka, Przytoczno, Walentynów i Wola Blizocka.

1 kwietnia 1929 odłączono od niej wieś Natalin, włączając ja do gminy Gułów.
W okresie powojennym gmina należała do powiatu łukowskiego w woj. lubelskim. 1 lipca 1952 roku gmina składała się z 10 gromad.
Gmina została zniesiona 29 września 1954 roku wraz z reformą wprowadzającą gromady w miejsce gmin. Po zmianie nazwy miejscowości Łysobyki na Jeziorzany (w 1965 roku), gmina – przy jej reaktywowaniu 1 stycznia 1973 roku – otrzymała nazwę gmina Jeziorzany.